# Calm Down (пісня Rema)
«Calm Down» — пісня нігерійського співака Rema з його дебютного студійного альбому Rave &amp; Roses (2022), випущена 11 лютого 2022 року на Jonzing World і Mavin як другий сингл альбому. Пісня потрапила в чарти Європи, досягнувши першого місця в бельгійському Ultratop 50, нідерландському Top 40 і нідерландському Single Top 100. У Сполученому Королівстві пісня посіла третє місце і двадцять сім тижнів поспіль перебувала в топ-10 чарту синглів Великої Британії.
Ремікс пісні з американською співачкою Селеною Гомес вийшов 25 серпня 2022 року. Нова версія посіла перше місце у американських чартах Billboard US Afrobeats Songs та Billboard Global Excl і досягла третього місця в чарті Global 200. Також пісня посіла третє місце в США Billboard Hot 100, ставши першим хітом Rema в першій десятці та дев'ятим для Гомес. Він також лідирував у рейтингу афробіт-пісень США протягом рекордних 45 тижнів. У США пісня вона очолила чарти Pop Airplay, Adult Pop Airplay і всіх жанрів Radio Songs, ставши першою піснею Rema номер один у кожному чарті та першим номером один Гомес в двох останніх чартах. Пісня досягла першого місця в чарті Canadian Hot 100 від 13 травня 2023 року.

## Випуск та оцінка
17 серпня 2022 року Селена Гомес опублікувала світлину, де вони разом з Rema у своїх соціальних мережах, підписавши її «незабаром». Ремікс вийшов через тиждень.
Пісня була описана як «вельми» «чудовий хіт». Рецензуючи ремікс, автор Vanguard Adegboyega Remmy Adeleye вважає, що «мелодійність Гомес ідеально доповнює атмосферу Rema, зберігаючи таку ж енергію, як і оригінальний реліз».

## Нагороди та визнання
| Організація                      | Рік      | Категорія                                      | Результат    | Ref.   |
| -------------------------------- | -------- | ---------------------------------------------- | ------------ | ------ |
| African Entertainment Awards США | 2022 рік | Найкраще музичне відео (Selena Gomez remix)    | Номінація    | [ 7 ]  |
| Нагороди журналу African Muzik   | 2023 рік | Найкраща співпраця (Selena Gomez remix)        | В очікуванні | [ 8 ]  |
| Усі африканські музичні премії   | 2023 рік | Найкращий артист-чоловік у Західній Африці     | Номінація    | [ 9 ]  |
| Усі африканські музичні премії   | 2023 рік | Пісня року                                     | Номінація    | [ 9 ]  |
| Глобальні нагороди               | 2023 рік | Найкраща популярна пісня (Selena Gomez remix)  | Номінація    | [ 10 ] |
| Книга рекордів Гіннеса           | 2022 рік | Перший хіт № 1 в офіційному чарті MENA         | Перемога     | [ 11 ] |
| The Headies                      | 2023 рік | Пісня року                                     | В очікуванні | [ 12 ] |
| The Headies                      | 2023 рік | Найкраще музичне відео                         | В очікуванні | [ 12 ] |
| iHeartRadio Music Awards         | 2023 рік | Найкраще музичне відео (Selena Gomez remix)    | Номінація    | [ 13 ] |
| MTV Video Music Awards           | 2023 рік | Пісня року (Selena Gomez remix)                | В очікуванні | [ 14 ] |
| MTV Video Music Awards           | 2023 рік | Найкраща співпраця (Selena Gomez remix)        | В очікуванні | [ 14 ] |
| MTV Video Music Awards           | 2023 рік | Кращий афробіт (Selena Gomez remix)            | В очікуванні | [ 14 ] |
| NRJ Music Awards                 | 2022 рік | Міжнародна пісня року                          | Номінація    | [ 15 ] |
| NRJ Music Awards                 | 2022 рік | Міжнародна співпраця року (Selena Gomez remix) | Номінація    | [ 15 ] |
| Нагороди Soundcity MVP           | 2023 рік | Вибір слухача                                  | Номінація    | [ 16 ] |
| Нагороди Soundcity MVP           | 2023 рік | Вибір глядачів                                 | Номінація    | [ 16 ] |
| Нагороди Soundcity MVP           | 2023 рік | Найкращий поп                                  | Номінація    | [ 16 ] |
| Нагороди Soundcity MVP           | 2023 рік | Відео року                                     | Номінація    | [ 16 ] |

## Чарти

### Оригінальна версія
Illegal chart entered Romaniaradioairplay|1
Illegal chart entered Romaniatvairplay|1
| Чарти (2022—2023)                       | Пік позицій |
| --------------------------------------- | ----------- |
| Австрія (Ö3 Austria Top 75)             | 7           |
| Бельгія (Ultratop Flanders)             | 10          |
| Бельгія (Ultratop Wallonia)             | 1           |
| Brazil Airplay (Top 100 Brasil)         | 47          |
| Brazil Airplay (Pop Internacional)      | 2           |
| Canada (Canadian Hot 100)               | 94          |
| Denmark (Tracklisten)                   | 25          |
| Франція (SNEP)                          | 2           |
| Німеччина (Media Control AG)            | 15          |
| [ 26 ]                                  | 5           |
| Italy (FIMI)                            | 26          |
| Lebanon (Lebanese Top 20)               | 2           |
| Luxembourg (Billboard)                  | 2           |
| Malaysia International (RIM)            | 5           |
| MENA (IFPI)                             | 1           |
| Нідерланди (Dutch Top 40)               | 1           |
| Нідерланди (Mega Single Top 100)        | 1           |
| Norway (VG-lista)                       | 27          |
| Португалія (AFP)                        | 1           |
| Romania (UPFR)                          | 2           |
| Singapore (RIAS)                        | 12          |
| South Africa (RISA)                     | 7           |
| Spain (PROMUSICAE)                      | 23          |
| Suriname (Nationale Top 40)             | 1           |
| Sweden (Sverigetopplistan)              | 48          |
| Швейцарія (Media Control AG)            | 1           |
| Turkey (Radiomonitor)                   | 1           |
| UK Singles Chart                        | 3           |
| UK R&B Singles and Albums Charts        | 1           |
| US Afrobeats Songs (Billboard)          | 7           |
| US World Digital Song Sales (Billboard) | 5           |

#### Позиції на кінець року
| Chart (2022)                      | Позиція |
| --------------------------------- | ------- |
| Belgium (Ultratop Flanders)       | 46      |
| Belgium (Ultratop Wallonia)       | 2       |
| France (SNEP)                     | 2       |
| Germany (Official German Charts)  | 90      |
| Netherlands (Single Top 100)      | 3       |
| Switzerland (Schweizer Hitparade) | 10      |

### Ремікс з Селеною Гомес
| Чарт (2022—2023)                        | Пікові позиції |
| --------------------------------------- | -------------- |
| Аргентина (Argentina Hot 100)           | 62             |
| Australia (ARIA)                        | 11             |
| Austria (Billboard)                     | 7              |
| Belgium (Billboard)                     | 1              |
| Bulgaria (PROPHON)                      | 2              |
| Канада (Canadian Hot 100)               | 1              |
| Канада (AC) (Billboard)                 | 9              |
| Канада (CHR/Top 40) (Billboard)         | 1              |
| Канада (Hot AC) (Billboard)             | 1              |
| Chile (Monitor Latino)                  | 8              |
| CIS (TopHit)                            | 12             |
| Croatia (Billboard)                     | 23             |
| Croatia (HRT)                           | 13             |
| Чехія (Singles Digitál Top 100)         | 36             |
| El Salvador (Monitor Latino)            | 11             |
| France (Billboard)                      | 2              |
| Germany (Billboard)                     | 17             |
| Billboard Global 200                    | 3              |
| Greece International (IFPI)             | 4              |
| Угорщина (Single Top 40)                | 6              |
| Iceland (Plötutíðindi)                  | 38             |
| India International Singles (IMI)       | 1              |
| Ireland (Billboard)                     | 5              |
| Israel (Media Forest)                   | 2              |
| Latvia (EHR)                            | 10             |
| Lithuania (AGATA)                       | 23             |
| Luxembourg (Billboard)                  | 1              |
| Malaysia (Billboard)                    | 8              |
| Mexico (Billboard)                      | 16             |
| Netherlands (Dutch Top 40)              | 1              |
| New Zealand (Recorded Music NZ)         | 7              |
| Nicaragua (Monitor Latino)              | 6              |
| Nigeria (TurnTable Top 100)             | 17             |
| Panama (Monitor Latino)                 | 2              |
| Paraguay (Monitor Latino)               | 9              |
| Peru (Billboard)                        | 23             |
| Poland (Polish Airplay Top 100)         | 2              |
| Poland (Polish Streaming Top 100)       | 14             |
| Portugal (Billboard)                    | 1              |
| Romania (Billboard)                     | 11             |
| Russia (TopHit)                         | 18             |
| Singapore (Billboard)                   | 11             |
| Словаччина (IFPI)                       | 2              |
| Словаччина (Singles Digitál Top 100)    | 10             |
| South Africa (Billboard)                | 1              |
| Spain (Billboard)                       | 22             |
| Sweden Heatseeker (Sverigetopplistan)   | 4              |
| Switzerland (Billboard)                 | 1              |
| United Kingdom (Billboard)              | 3              |
| Uruguay (Monitor Latino)                | 15             |
| США (Billboard Hot 100)                 | 3              |
| США (Adult Contemporary) (Billboard)    | 16             |
| США (Adult Top 40) (Billboard)          | 1              |
| US Afrobeats Songs (Billboard)          | 1              |
| США (Mainstream Top 40) (Billboard)     | 1              |
| США (Rhythmic) (Billboard)              | 1              |
| US World Digital Song Sales (Billboard) | 1              |

#### Помісячні чарти
| Чарт (2023)             | пікова позиція |
| ----------------------- | -------------- |
| Russia Airplay (TopHit) | 24             |

#### Чарти на кінець року
| Чарти (2022)                   | Позиція |
| ------------------------------ | ------- |
| Global 200 (Billboard)         | 124     |
| Latvia (EHR)                   | 69      |
| Netherlands (Dutch Top 40)     | 18      |
| US Afrobeats Songs (Billboard) | 6       |